# مجران (روستا)
 مجران  به عربی ( مَجران )، روستایی است در دهستان وسط از توابع استان حُدَیده در کشور یمن در شبه جزیره عربستان.

## جمعیت
جمعیت آن ( ۷۰) نفر (۵ خانوار) می‌باشد.